# 요론정
요론정(일본어: 与論町)은 일본 가고시마현 최남단의 요론섬에 있는 오시마군의 정이다.
오키나와섬의 북방에 위치하고 오키나와섬의 최북단인 헤도곶과는 22km 정도 밖에 떨어져 있지 않다.

## 인접한 자치체
- 가고시마현
  - 오시마군 지나정
- 오키나와현
  - 구니가미군 구니가미촌
  - 시마지리군 이헤야촌

## 역사
- 1908년 4월 1일 - 도서정촌제 시행으로 오시마군의 6개 촌이 합병해 요론촌이 탄생하였다.
- 1946년 2월 28일 - 미국(류큐 열도 미국 민정부)의 통치하에 들어갔다.
- 1953년 12월 25일 - 아마미 군도가 일본으로 반환되어 다시 일본에 속하게 되었다.
- 1963년 1월 1일 - 정으로 승격하였다.

## 교통

### 공항
- 요론 공항

### 항로
- 요론항